# Walerij Dossenko
Walerij Andrijowitsch Dossenko (ukrainisch Валерій Андрійович Досенко; russisch Валерий Андреевич Досенко/Waleri Andrejewitsch Dossenko; * 25. April 1965 in Cherson) ist ein ehemaliger sowjetischer Ruderer. 
Dossenko rückte bei den Ruder-Weltmeisterschaften 1986 erstmals ins Blickfeld, als er mit dem sowjetischen Doppelvierer den Titel gewann, 1987 folgte der zweite Titel. Bei den Olympischen Spielen 1988 saß aus dem Weltmeisterboot nur noch Sergei Kinjakin im Doppelvierer, das neu zusammengesetzte Boot ruderte auf den vierten Platz. Bei den Ruder-Weltmeisterschaften 1989 bildete Dossenko mit Kirjakin einen Doppelzweier und erreichte den siebten Platz. 1990 wechselten die beiden zurück in den Doppelvierer, mit dem sie 1990 und 1991 erneut Weltmeister werden konnten. Bei den Olympischen Spielen 1992 trat der Doppelvierer in der Weltmeisterbesetzung der Jahre 1990 und 1991 für die GUS an, konnte sich aber nicht für das Finale qualifizieren und belegte in der Endabrechnung den siebten Platz.